# Amy Bull
Amy Maud Bull, geborene Hicks (* 16. Juli 1877 in Great Holland, Tendring District, Essex; † 11. Februar 1953 in Little Baddow, Chelmsford, Essex) war eine englisch-britische Lehrerin und Suffragette.

## Leben
Bull war die Tochter des Landwirts Charles Thompson Hicks (1838–1892) und seiner Frau Lilian Martha, geborene Smith (1853–1924). Sie hatte eine Schwester, Beatrice, und einen Bruder, Charles.
Hicks wurde privat und an der North London Collegiate School unterrichtet, bevor sie 1895 an das Girton College in Cambridge ging. Sie gewann jedes Jahr einen Preis, bis sie 1899 einen ersten Abschluss in Klassischer Philologie erhielt. Sie war 1900–1901 Dozentin am Westfield College, unterrichtete dann an der Belvedere High School in Liverpool (1901–1904) und war Stipendiatin am Bryn Mawr College (1904–1905).
Bulls Mutter, Lilian Hicks, engagierte sich für das Frauenwahlrecht, seit Bull ein junges Mädchen war. 1902 waren Mutter und Tochter Mitglieder der Central Society for Women’s Suffrage und nahmen bald an Aktionen des zivilen Ungehorsams teil, um ihr Anliegen durchzusetzen. Bis 1907 waren sie beide in der Women’s Freedom League (WFL), und Bull fungierte als Sekretärin. 1910 waren sie Mitglieder der Women’s Social and Political Union (WSPU).
1907 wurde Bull nach einer Aktion wegen Behinderung zum ersten Mal für drei Wochen inhaftiert. Sie und ihre Mutter wurden erneut am 18. November 1910, dem sogenannten Schwarzen Freitag, verhaftet.
Bull war Mitglied der Women’s Tax Resistance League, die sich gegen die Zahlung von Steuern an eine Regierung wehrte, die sie nicht wählen durfte. Im Jahr 1912 zerschlug sie im Rahmen einer Demonstration der WSPU Schaufenster im Londoner West End. Im März 1912 wurde sie verurteilt und saß vier Monate im Gefängnis, wo sie in den Hungerstreik trat und zwangsernährt wurde.
Am 27. Mai 1913 gründete sie zusammen mit Sylvia Pankhurst die East London Federation of Suffragettes (ELFS).
Im Ersten Weltkrieg diente Bull in der Women’s Volunteer Reserve, die von Evelina Haverfield zur Unterstützung der Kriegsanstrengungen gegründet worden war.
Am 4. August 1927 heiratete sie in Belsize Park den Witwer John Major Bull (1858/9–1944), der Beamter im Kriegsministerium gewesen war. Aus der Ehe gingen keine Kinder hervor.
Bull war von 1927 bis 1930 Landrätin in Chelmsford und hielt vor Fraueninstituten Vorträge über die Erzeugung und Konservierung von selbst angebauten Lebensmitteln. In den 1940er Jahren wurde sie zum Member of the Order of the British Empire ernannt.
Bult starb 1953 an einer Lungenentzündung in ihrem Haus in der Nähe von Chelmsford. In ihrem Testament hinterließ sie dem Girton College und dem National Trust jeweils 1000 Pfund.